# Ada Battke
Ada Battke, geb. Ada Zimmermann, verheiratete Ada Cahn-Speyer (* 8. Februar 1879 in Forst, Niederlausitz; † nach 1958) war eine deutsche Schriftstellerin.

## Leben
Sie kam als Tochter des Brauereibesitzers Friedrich Zimmermann und der Anna, geb. Wagner, im niederlausitzischen Forst zur Welt. Ihre Eltern waren wohlhabend, verloren ihr Vermögen jedoch bald nach der Geburt ihrer Tochter und siedelten 1883 nach Berlin über. Hier besuchte Ada Zimmermann die Margaretenschule, eine höhere Töchterschule. Im Alter von 15 Jahren verlor Zimmermann ihren Vater und war in der Folge für die Pflege ihrer Mutter zuständig. Sie heiratete im Oktober 1897 den Komponisten und Pädagogen Max Battke (1863–1916). Sohn Fritz kam 1898 zur Welt, der zweite Sohn Heinz Battke folgte 1900. Er wurde später ein bekannter Maler; Fritz fiel 1917 im Ersten Weltkrieg. 
Ada Battke leitete ab 1897 die Sonntagsbeilage der Deutschen Warte, Jugend-Warte, und war ab 1908 Redakteurin der Wochenschrift Für’s Haus. Ihre erste literarische Einzelveröffentlichung wurde 1901 die Geschichtensammlung Kleine Mädchen.
Max Battke verstarb 1916. Im selben Jahr heiratete Ada Battke den aus Österreich stammenden jüdischen Kapellmeister Rudolf Cahn-Speyer (1881–1940). Mit ihm zog sie nach der Machtergreifung der Nationalsozialisten 1933 nach Florenz. Hier lebte das Ehepaar unbehelligt und nahm am Musikleben der Stadt Anteil. Auch Ada Battkes Sohn floh 1935 vor den Nationalsozialisten nach Florenz. Nachdem Adolf Hitler 1940 Florenz besuchte und ein Ausgehverbot für alle deutschen Emigranten ausgesprochen hatte, verstarb Battkes Ehemann kurze Zeit später am, so vermutete Battke, „seelischen Schock“.
Nach Kriegsende erschien 1958 bei der Trajanus-Presse mit der Gedichtsammlung Palomar Battkes letzte Veröffentlichung. Sie lebte zuletzt bei ihrem Sohn Heinz Battke der inzwischen Professor am Städelschen Kunstinstitut geworden war, in der Eysseneckstraße in Frankfurt am Main.

## Werke (Auswahl)
- Kleine Mädchen. Lose Geschichten. Eckstein, Berlin 1901.
- Heimliche Bräute. Lose Geschichten. Eckstein, Berlin 1902.
- Heißer Atem. Novellen. Continent, Berlin 1905.
- Letzte Liebe. Gedichte. Klein, Baden-Baden 1949.
- Palomar. Gedichte. Trajanus, Frankfurt am Main 1958.